# Julio Fernando Navarro
Julio Fernando Navarro (Santiago del Estero, 12 de octubre de 1962) es un astrónomo argentino, actualmente profesor de Astronomía en el departamento de Física y Astronomía en la Universidad de Victoria, Canadá.
Su investigación académica se concentra en la formación y evolución de galaxias y cúmulos de galaxias, así como de la estructura de los halos de materia oscura. Carlos Frenk, Simon White y este, son bien conocidos por formular el perfil de densidad de halos de materia oscura (perfil NFW).

## Biografía
Se recibió en 1986 de Licenciado en Astronomía en la Universidad Nacional de Córdoba, donde luego realizó el posgrado para Doctorarse en 1989.

Entre 1986 y 1988 trabajó en el Consejo de Investigaciones Científicas y Técnicas de la República Argentina.

Luego emigró a Estados Unidos, Cambridge, donde trabajó entre 1989 y 1990 en la Universidad de Harvard como Investigador Asociado del Observatorio del Centro para la Astrofísica. Al mismo tiempo en ese periodo, se desempeñó como Becario Pre Doctoral del Observatorio de Astrofísica Smithsonian, del Centro para la Astrofísica Harvard-Smithsonian.

En 1991 viajó al Reino Unido, donde trabajó como Investigador Asociado del Instituto de Astronomía de la Universidad de Cambridge. Luego se mudó a Durham, donde trabajó en la Universidad de Durham como Investigador Asociado Senior, del Departamento de Física.

En 1994 retorna a los Estados Unidos, para trabajar hasta 1998 en el Observatorio Steward de la Universidad de Arizona.

Luego se mudó a la Universidad de Massachusetts para trabajar como Profesor de Astronomía entre 2007 y 2008.

A la Universidad de Victoria llega en 1998, donde tiene un breve periodo de 3 meses como Profesor Asistente de Física y Astronomía, luego otro periodo de 1 año como Profesor Asociado en el 2001, y finalmente en el 2002 es designado Profesor, posición que conserva actualmente.
En septiembre de 2020 fue incluido en la lista confeccionada por Citation Laureates como posible ganador del Premio Nobel de Física.

## Investigaciones
Conocido por desarrollar la fórmula "Navarro–Frenk–White" o "Perfil NFW", también realizó más de 140 publicaciones sobre evolución de galaxias y materia oscura, entre otros temas. Sus publicaciones son altamente citadas en otros trabajos, habiendo realizado en enero de 2014 un conteo de referencias y citas a sus publicaciones, con el resultado: 149 publicaciones referidas; 26,816 citas referidas; 1 publicación con más de 4000 citas, 2 publicaciones con más de 3000 citas; 4 publicaciones con más de 1000 citas; 10 publicaciones con más de 500 citas; 26 publicaciones con más de 250 citas; 49 publicaciones con más de 100 citas y finalmente 64 publicaciones con 64 o más citas.